# Amato Berardi
Amato Berardi (Longano, 14 ottobre 1958) è un politico e imprenditore italiano naturalizzato statunitense.

## Biografia
Deputato e imprenditore italo-americano nel settore assicurativo, vive a Philadelphia dall'età di 12 anni.
È presidente della National Italian American Political Action Committee.
Ha fondato nel 1983 negli Stati Uniti la Berardi & Associates Inc. operante nel settore previdenziale e assicurativo, ed è cofondatore della Camera di Commercio Italo-Americana di Philadelphia.

### Elezione a deputato
È stato eletto alla Camera dei deputati nel 2008 nella circoscrizione Nord America con il Popolo della Libertà.

## Opere
- American Saga, Editore Delta 3, 2018, ISBN 9788864366142